# クック・ヒールブロンのチアゾール合成
クック・ヒールブロンのチアゾール合成（英語: Cook–Heilbron thiazole synthesis）は、α-アミノニトリルと二硫化炭素から5-アミノ-2-メルカプトチアゾールを合成する化学反応である。